# NTT東日本-神奈川

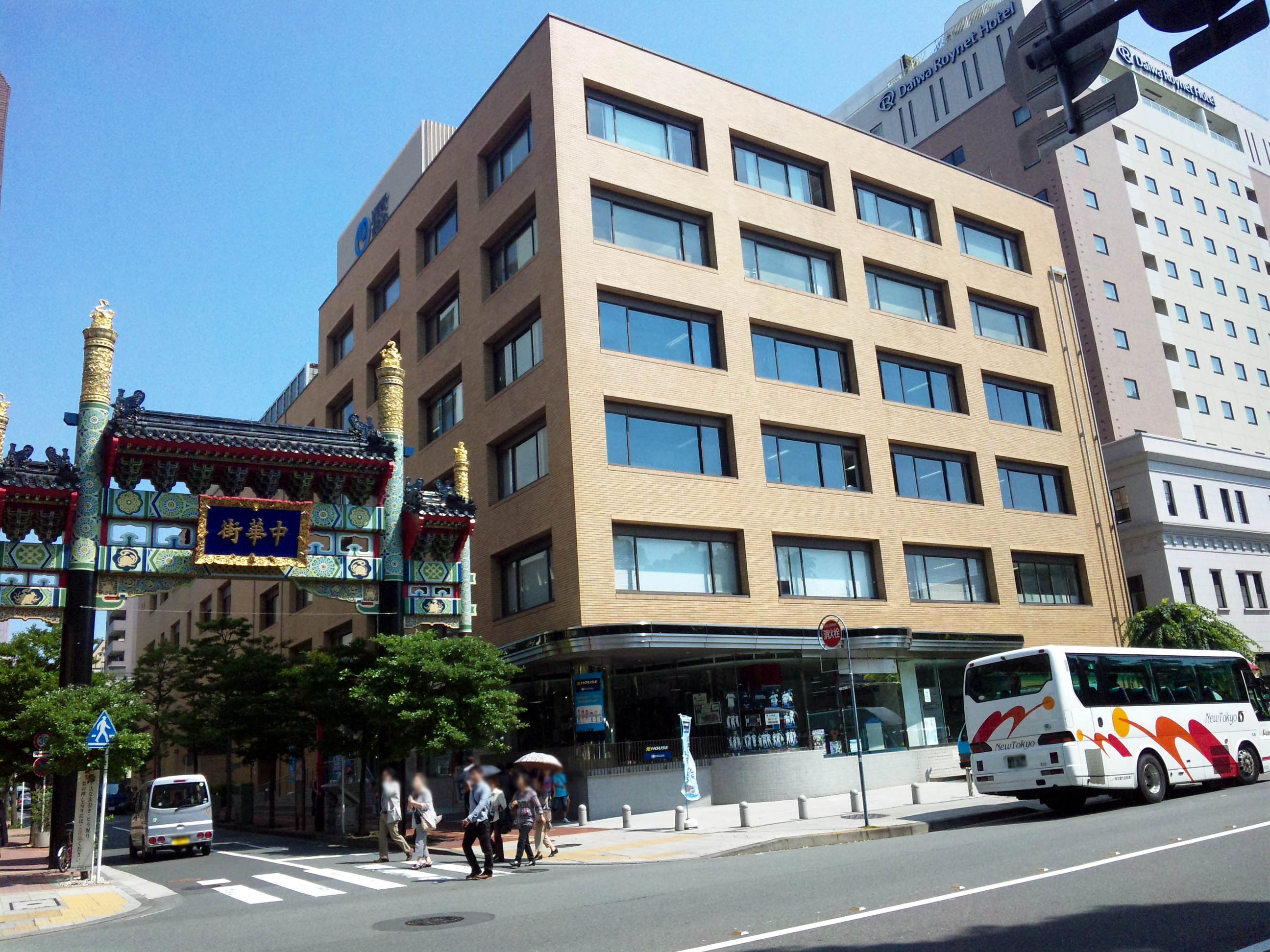
NTT東日本神奈川の窓口であった、港支店（旧港電話局）

株式会社NTT東日本-神奈川（エヌティティひがしにほんかながわ）は、かつて存在したNTT東日本株式会社（NTT東日本）の支店が担当していた業務をアウトソーシングした、都道県域会社のうちの1社である。
2014年7月1日に、株式会社NTT東日本-千葉、株式会社NTT東日本-山梨、株式会社NTT東日本-茨城、株式会社NTT東日本ソリューションズとともに、株式会社NTT東日本-東京に吸収合併され、株式会社NTT東日本-南関東となった。

## 沿革
- 2002年5月1日 日本電信電話株式会社（NTT）、NTT東日本およびNTT西日本株式会社（NTT西日本）が公表した「NTT東西の構造改革について」（2001年11月22日公表）に基づき、NTT東日本神奈川支店管内に、株式会社エヌ・ティ・ティ サービス神奈川（営業系）、株式会社エヌ・ティ・ティ エムイー神奈川（設備系）及び株式会社エヌ・ティ・ティ・ビジネスアソシエ神奈川（共通系）のアウトソーシング会社3社が設立[1][2]。
- 2005年7月1日 株式会社NTTサービス神奈川、株式会社NTTエムイー神奈川及び株式会社NTTビジネスアソシエ神奈川が統合して、株式会社NTT東日本-神奈川となる[3]。同時に、NTT東日本神奈川支店の法人営業業務等も委託される。
- 2014年7月1日 株式会社NTT東日本-千葉、株式会社NTT東日本-山梨、株式会社NTT東日本-茨城、株式会社NTT東日本ソリューションズとともに、株式会社NTT東日本-東京に吸収合併され、株式会社NTT東日本-南関東に商号変更[4][5]。

## 組織
- 法人営業部
- 営業部
- 設備部
- MES事業部
- 企画部
- 総務部

## 営業地域
以下の単位料金区域（MA）に所属するエリアが営業地域となっており、会社名に「神奈川」を冠しているものの、行政上の神奈川県全てが営業地域ではなかった。神奈川県相模原市は一部を除き、旧株式会社NTT東日本-東京の営業地域であり、東京都町田市の一部、東京都稲城市の一部、静岡県熱海市の一部及び静岡県裾野市の一部は旧NTT東日本-神奈川の営業地域である。
- 厚木MA（市外局番046）
- 小田原MA（市外局番0460及び0465）
- 川崎MA（市外局番044）
- 平塚MA（市外局番0463）
- 藤沢MA（市外局番0466及び0467）
- 横須賀MA（市外局番046）
- 横浜MA（市外局番045）

## 業務内容
- 法人・SOHO、在宅向けの情報通信機器、ネットワークサービス、システムソリューション
- 注文受付（116等）業務
- 料金等の回収業務
- 公衆電話に関する事務処理業務
- 情報通信機器の工事、保守業務
- 電気通信設備の設備設計、ソフトウェア設計、工事、保守業務
- 故障受付（113）・修理業務